# Auribeau-sur-Siagne
Auribeau-sur-Siagne é uma comuna francesa na região administrativa da Provença-Alpes-Costa Azul, no departamento Alpes Marítimos. Segundo censo de 2008, havia 2 847 habitantes. Estende-se por uma área de 5,48 km².